# Acetat d'octil
L'acetat d'octil (en anglès:Octyl acetate o octyl ethanoate), és un èster que es forma per la reacció entre octanol (octil alcohol) i àcid acètic. Es troba principalment a les taronges i altres cítrics.
L'acetat d'octil es pot sintetitzar per la reacció de condensació:
C₈H17OH + CH₃COOH → C10H20O₂ + H₂O

## Usos
Per la seva olor de fruita l'acetat d'octil es fa servir com a base de gustos artificials i en perfumeria. també és un solvent per a les ceres de nitrocel·lulosa, olis i algunes resines.